# Laurence Stephen Lowry
 (novembre 2022).
Si vous disposez d'ouvrages ou d'articles de référence ou si vous connaissez des sites web de qualité traitant du thème abordé ici, merci de compléter l'article en donnant les références utiles à sa vérifiabilité et en les liant à la section « Notes et références ».
Laurence Stephen Lowry, né le 1er novembre 1887 dans Barrett Street, à Stretford, dans le Lancashire, et mort le 23 février 1976 à Glossop, dans le Derbyshire, est un peintre britannique. Nombre de ses toiles et dessins représentent Salford et ses environs, où il vit et travaille durant 40 ans au 117 Station Road, en face de l'église Saint-Marc.   

## Biographie
Après avoir abandonné ses études, il travaille à la Pall Mall Company comme employé de bureau, un poste qu'il ne quitte qu'en 1952. En parallèle à cet emploi, il se décide à suivre des cours particuliers de dessin. En 1905, il entre à la Manchester School of Art, où il reçoit l'enseignement du peintre impressionniste français Adolphe Valette qui aura une influence durable sur son œuvre.
Lowry est célèbre pour ses peintures représentant les quartiers industriels du nord-ouest de l'Angleterre au XXe siècle. Il peint surtout des paysages urbains très peuplés, mais a également représenté au cours de sa carrière des paysages vides ou des portraits. Certaines de ses toiles ont été peintes depuis les fenêtres de sa maison de Pendlebury, en banlieue de Manchester.
Il badigeonnait directement sur la toile à la sortie du tube, puis il mélangeait et grattait avec ses doigts, un couteau ou le bout de son pinceau.
Une vaste collection d’œuvres de Lowry est exposée toute l'année dans une galerie d'art à Salford Quays, située à l'intérieur d'un complexe multimédia nommé The Lowry, en son honneur.
Entre 1955 et 1976, Laurence Stephen Lowry refuse à cinq reprises de faire partie de l'Ordre de l'Empire britannique.

## Œuvres peintes
- 1906 : Still Life
- 1910 : Clifton Junction Morning
- 1912 : Portrait of the Artist's Mother
- 1917 : Coming from the Mill
- 1919 : Frank Jopling Fletcher
- 1922 : A Manufacturing Town
- 1922 : Regent Street, Lytham
- 1925 : Self Portrait
- 1926 : An Accident
- 1927 : Peel Park, Salford
- 1927 : A View from the Bridge
- 1927 : Coming Out of School, première toile achetée par la Tate Gallery
- 1928 : A Street Scene
- 1928 : Going to the Match
- 1930 : Coming from the Mill
- 1934 : The Empty House
- 1935 : Street Scene (George Street, Pendlebury)
- 1935 : A Fight
- 1935 : The Fever Van
- 1936 : Laying a Foundation Stone
- 1937 : The Lake
- 1938 : A Head of a Man
- 1940 : The Bedroom – Pendlebury
- 1941 : Barges on a Canal
- 1941 : Houses on a Hill
- 1942 : The Sea
- 1942 : Blitzed Site
- 1943 : Britain at Play
- 1943 : Going To Work
- 1945 : V.E. Day
- 1946 : The Park
- 1946 : Good Friday, Daisy Nook
- 1947 : A River Bank
- 1947 : Iron Works
- 1947 : Cranes and Ships, Glasgow Docks
- 1949 : The Canal Bridge
- 1949 : The Cripples
- 1949 : The Football Match
- 1950 : The Pond
- 1952 : Ancoats Hospital Outpatients Hall
- 1953 : Football Ground
- 1955 : A Young Man
- 1955 : Industrial Landscape
- 1956 : The Floating Bridge
- 1956 : Factory at Widnes
- 1957 : Man Lying on a Wall
- 1957 : Portrait of Ann (en) Photographie de l'œuvre
- 1959 : On the Sands
- 1960 : Gentleman Looking at Something
- 1961 : River Wear at Sunderland
- 1961 : A Carriage Given to the Queen in 1962
- 1962 : Two People
- 1963 : The Sea
- 1967 : Industrial Scene
- 1967 : Tanker Entering the Tyne